# Curtiss SO3C Seamew
Il Curtiss SO3C Seamew fu un idroricognitore a galleggiante centrale, monomotore monoplano ad ala media, sviluppato dall'azienda aeronautica statunitense Curtiss Aeroplane and Motor Company negli anni quaranta.

## Storia del progetto

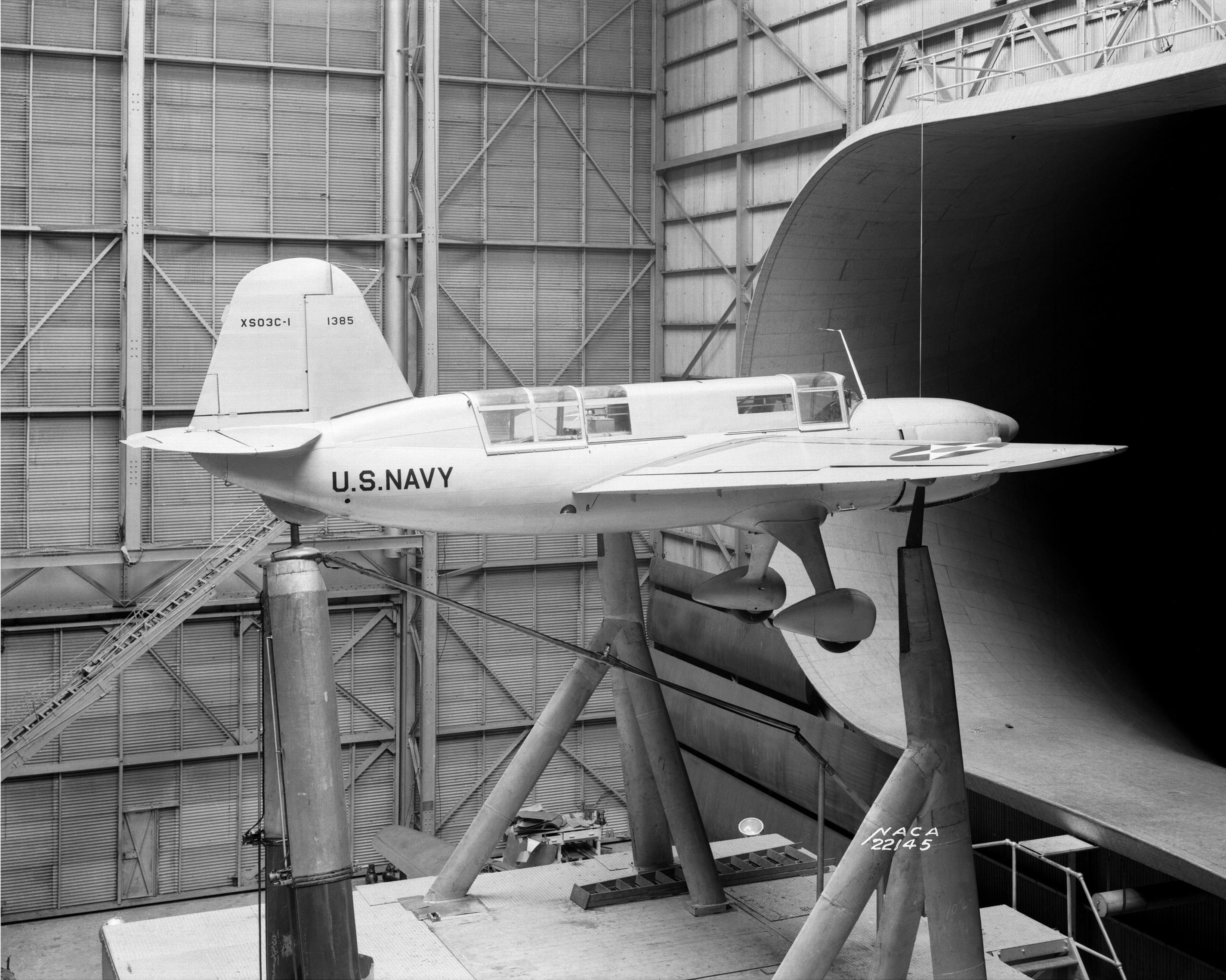
Il prototipo XSO3C durante le prove nella galleria del vento. Si noti la configurazione originale del modello, privo delle alette supplementari alle estremità alari e della pinna dorsale, inoltre l'adozione del carrello d'atterraggio fisso necessario per le prove da terra, soluzione che verrà trasferita anche nella produzione in serie.

Nella seconda parte degli anni trenta, con l'approssimarsi della fine della vita operativa dei Curtiss SOC Seagull, il Bureau of Aeronautics (BuAer), dipartimento della United States Navy, la marina militare degli Stati Uniti d'America, deputato alla gestione del materiale e tecnologia della propria componente aerea, emise una specifica per la fornitura di un nuovo modello atto a rimpiazzare i SOC Seagull in servizio sulle navi da battaglia e sugli incrociatori della propria flotta. Tra le caratteristiche richieste, come per il modello che doveva sostituire, vi erano una robustezza strutturale tale da permettere al velivolo di decollare da apposite catapulte installate sulle sovrastrutture, la possibilità di essere recuperato tramite gru e la particolarità nella velatura, con le ali ripiegabili verso la fusoliera per facilitare le operazioni di rimessaggio all'interno dell'unità navale. Oltre a questo vi era fatto l'obbligo di utilizzare come motorizzazione il nuovo motore Ranger V-770, un 12 cilindri a V rovesciato raffreddato ad aria, scelto per la sua ridotta sezione frontale e minor peso a vuoto rispetto al 9 cilindri radiale Pratt & Whitney R-1340 del SOC Seagull e che, nelle intenzioni, doveva portare dei privilegi nelle prestazioni generali del nuovo modello.
L'ufficio tecnico della Curtiss elaborò un progetto seguendo queste direttive, riproponendo l'impostazione generale del SOC Seagull, un idrovolante a galleggiante centrale più equilibratori posti sotto le ali, monomotore in configurazione traente, biposto in tandem con cabina di pilotaggio chiusa, e impennaggio cruciforme, tranne per la velatura, rinunciando alla configurazione biplana per una a singolo piano alare, soluzione tecnica che ormai stava soppiantando la precedente rinunciando alla manovrabilità in favore della velocità massima.
Il prototipo approntato dall'azienda, al quale venne assegnata la sigla XSO3C-1 secondo le convenzioni allora adottate dalla US Navy, venne portato in volo per la prima volta nell'ottobre del 1939, rivelando però già dalle prime prove in volo essere gravato da problemi di instabilità in volo e di inaffidabilità, mai risolta in questo modello, del propulsore adottato. Il problema della stabilità venne sostanzialmente risolto con l'introduzione di un'ala dal diverso disegno, dotata di estremità rivolte verso l'alto per migliorarne l'efficienza aerodinamica, soluzione adottata in seguito nei moderni aeromobili nella aletta d'estremità, e un impennaggio dalle superfici maggiorate. Venne inoltre introdotta una pinna dorsale di raccordo alla deriva che proseguendo verso la cabina di pilotaggio venne attaccata al tettuccio scorrevole dell'osservatore posteriore, soluzione che però, a tettuccio aperto necessario per il profilo di missione, perdeva la sua efficacia.
Ben più gravi si rivelarono essere le problematiche relative al propulsore il quale, data la sua architettura, riceveva in volo un diseguale flusso d'aria destinata ai pacchi lamellari dei cilindri, raffreddando eccessivamente quelli anteriori e non sufficientemente quelli posteriori, costringendo a non sfruttare appieno la potenza disponibile per evitare di incorrere in ingestibili problemi di surriscaldamento, di conseguenza abbassando sostanzialmente le prestazioni previste in fase di progetto.
Le molte modifiche apportate successivamente all'apparato propulsivo non portarono ad alcun miglioramento, precludendo fortemente l'effettiva operatività del modello che tuttavia venne comunque accettato dalla US Navy e avviato alla produzione in serie. Lo scarso rendimento di volo e i continui problemi di manutenzione portarono al ritiro del SO3C dalle unità di prima linea US Navy a partire dal 1944.

### United States Navy

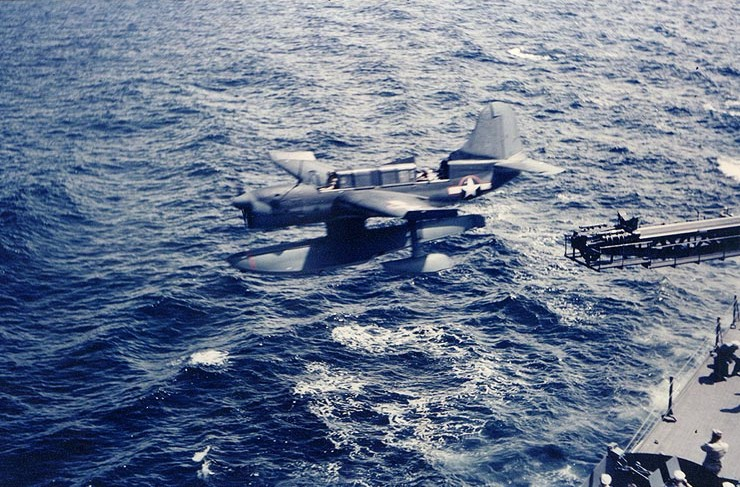
Un SO3C-3 in configurazione idro appena catapultato dalla, ottobre 1943.

## Impiego operativo

### Royal Navy

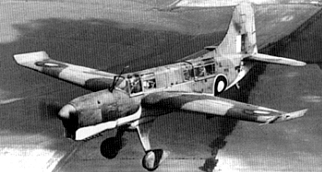
Un Seamew Mk.I dotato di carrello d'atterraggio convenzionale in dotazione alla Fleet Air Arm della britannica Royal Navy.

Grazie agli accordi previsti dal Lend-Lease (in italiano "Legge Affitti e prestiti"), il Regno Unito emise un ordine di fornitura per un quantitativo imprecisato di SO3C-1 in versione basata a terra caratterizzata da un carrello d'atterraggio fisso, da assegnare ai reparti della componente aerea della Royal Navy, la Fleet Air Arm. Nel servizio britannico il modello venne rinominato "Seamew", designazione che sarebbe stata utilizzata nuovamente negli anni cinquanta per lo Short Seamew, tuttavia gli equipaggi FAA preferivano indicarli con il soprannome di "Sea Cow" (Sirenii, ordine di mammiferi acquatici erbivori), secondo loro più appropriato.
Lettice Curtis, nel suo libro Forgotten Pilots (Piloti dimenticati), dichiarava "che anche se i suoi serbatoi avevano una capacità di 300 galloni, si decollava con un carico di combustibile pari a soli 80 gal" fissato come limite massimo per missioni sotto la direzione dell'Air Transport Auxiliary (ATA)..
In aggiunta la coda necessitava di essere alzata prima di decollare poiché altrimenti "era possibile decollare con una impostazione dalla quale era impossibile recuperare il controllo e nella quale non vi era alcun controllo sugli alettoni". Il commento finale di questa esperta pilota fu "è difficile immaginare come, anche in tempo di guerra, un tale aereo potesse essere stato accettato dalla fabbrica, per non parlare dell'attribuirgli un prezioso spazio di carico attraverso l'Atlantico".
Il primo lotto a disposizione della Royal Navy era equipaggiato con una rastrelliera ventrale per il carico di una bomba tra le gambe di forza anteriori del carrello e con un dispositivo di arresto per gli appontaggi. Le successive versioni, indicate come Seamew Mk.I, erano configurate come la variante SO3-2C. Dei 250 Seamew inizialmente previsti, ne vennero in realtà consegnati solo circa 100 esemplari, con l'ultimo lotto rifiutato in favore di un maggior numero di Vought Kingfisher. Le consegne ai reparti FAA iniziarono nel gennaio 1944 ma a causa della loro inefficacia dichiarati obsoleti già nel settembre dello stesso anno e messi completamente fuori servizio nel 1945.
La Royal Navy prese inoltre in considerazione di adottare in servizio la variante SO3-1K, indicata come da convenzioni britanniche Queen Seamew, tuttavia l'iniziale ordine per 30 esemplari venne annullato.
I Seamew prestarono servizio come equipaggiamento del No. 744 NAS e No. 745 NAS alla base aerea RCAF Yarmouth, Nuova Scozia, Canada, e con il No. 755 NAS basato ad Hampshire, in Inghilterra.

## Varianti

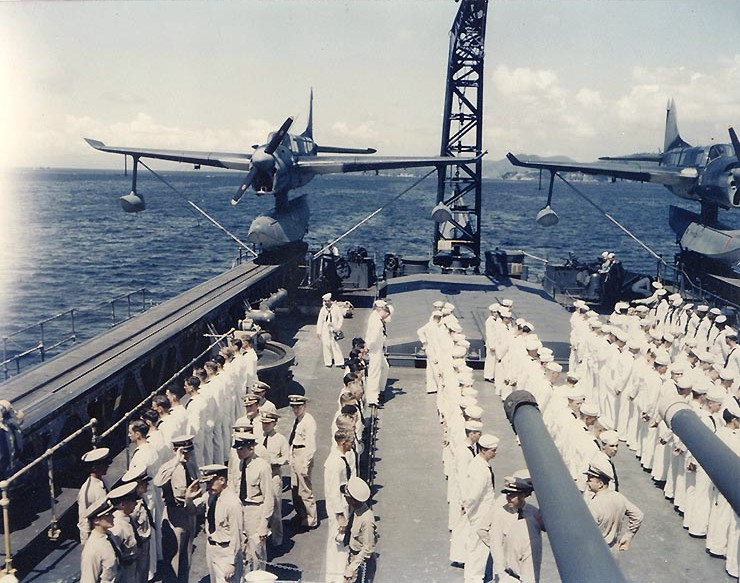
Due SO3C Seamew posizionati sulle catapulte di lancio durante un'ispezione all'incrociatore leggero nel 1943.

XSO3C-1
prototipo, originariamente costruito come aereo basato a terra e successivamente modificato in idrovolante, un esemplare costruito.
SO3C-1
versione di produzione in serie, realizzata in 141 esemplari.
SO3C-1K
variante bersaglio senza pilota derivata dal SO3C-1, alcuni adottati dalla Royal Navy con la designazione Queen Seamew I.
SO3C-2
simile al SO3C-1 ma equipaggiata con gancio d'arresto, la versione basata a terra poteva essere equipaggiata con un attacco per una bomba ventrale, realizzata in 200 esemplari.
SO3C-2C
variante Lend-Lease dell'SO3C-2, dotata di apparecchiatura radio migliorata e impianto elettrico a 24 V, destinata alla Royal Navy che la ridesignò Seamew I; su 259 esemplari ordinati ne vennero costruiti solo circa 59.
SO3C-3
variante alleggerita, caratterizzata da migliorie minori e dalla rimozione dei dispositivi per il decollo da catapulta, realizzata in 39 esemplari con altre 659 unità previste ma cancellate dalla produzione.
SO3C-4
variante, solo proposta, basata sul SO3C-3, dotata di gancio d'arresto e di dispositivi per il decollo da catapulta, nessun esemplare costruito.
SO3C-4B
variante lend-lease, solo proposta, basata sul SO3C-4, destinata alla Royal Navy con la designazione Seamew II, nessun esemplare costruito.

## Utilizzatori
Stati Uniti
- United States Navy

 Regno Unito
- Fleet Air Arm

## Velivoli comparabili
Stati Uniti
- Vought OS2U Kingfisher

 Giappone
- Nakajima E4N